# 小行星26223
小行星26223（26223 Enari）是一颗绕太阳运转的小行星，为主小行星带小行星。该小行星于1997年12月发现。

## 轨道参数
小行星26223的轨道半长轴为437 389 619 km（2.9237274 UA），离心率为0.103。